# تيري تيغل
تيري تيغل (بالإنجليزية: Terry Teagle)‏ مواليد 10 أبريل 1960 في تكساس، هو لاعب كرة سلة أمريكي سابق. بدأ مسيرته الاحترافية في سنة 1982. تم اختياره من قبل فريق هيوستن روكتس خلال الدرافت. يبلغ طوله 6 قدم 5 بوصة (2.0 م). اعتزل اللعب في 1995. أحرز خلال مسيرته في الإن بي إيه 7982 نقطة بمعدل 11.6 نقطة في المباراة الواحدة.

## المسيرة الاحترافية
لعب مع هيوستن روكتس من سنة 1982 إلى 1984، ثم لعب مع ديترويت بيستونز في سنة 1984، ثم لعب مع غولدن ستايت ووريورز في سنة 1990، ثم لعب مع لوس أنجلوس ليكرز من سنة 1990 إلى 1992، ثم لعب مع تريفيزو لكرة السلة في الدوري الإيطالي في موسم 1992–1993، ثم لعب مع هيوستن روكتس في سنة 1993، ثم لعب مع أسوسيان ديبورتيفا أتيناس في الدوري الأرجنتيني في موسم 1994–1995.

## روابط خارجية
- تيري تيغل على موقع إن بي أي (الإنجليزية)
- تيري تيغل على موقع سبورتس رفرنس (الإنجليزية)
- تيري تيغل على موقع كلية كرة السلة في سبورتس رفرنس.كوم (الإنجليزية)
- تيري تيغل على موقع ريلجم (الإنجليزية)
- تيري تيغل على موقع بروبوليرز (الإنجليزية)